# Bartolomé Hernández Alcalá
Bartolomé Hernández Alcalá detto Totó (Melilla, 20 ottobre 1959 – Malaga, 27 ottobre 2018) è stato un calciatore spagnolo, di ruolo attaccante.

## Biografia
Era originario di Melilla, in Nordafrica.
Morì nel 2018 all'età di 59 anni, dopo una lunga malattia.

## Carriera
Iniziò a giocare a soli 16 anni nel CD Gimnástico Melilla, in Tercera División. Le sue buone prestazioni gli valsero la convocazione nelle giovanili della Nazionale spagnola, da parte di Chus Pereda.
Fu notato dagli osservatori del Barcellona che lo ingaggiarono nel loro settore giovanile.
Nella stagione 1980-1981 Totó fu in prestito al Sabadell, in Segunda División, allenato da José Luis Romero, e segnò 14 reti.
Non riuscendo a trovare spazio nella prima squadra del Barcellona, nel 1982 fu venduto per 10 milioni di pesetas al Real Saragozza, potendo così debuttare nella Liga spagnola. Il suo trasferimento faceva parte di un'operazione di calciomercato che portò Pichi Alonso a Barcellona, in cambio appunto di Totó, Salvador García Puig, José Saura e Andrés Ramírez. L'esordio in massima serie avvenne il 18 settembre 1982 contro il Real Madrid, subentrando nel finale di gara a Juan Alberto Barbas.
Dopo tre stagioni in Aragona, fu ceduto al Club Deportivo Castellón in Segunda División.
Dopo una sola stagione al Castellón, Totó tornò nella sua citta natale, firmando con l'Unión Deportiva Melilla in Tercera División. Dopo il primo anno ottenne la promozione in Segunda División B, dove militò per sei stagioni.
Si ritirò nel 1993.

### Competizioni nazionali
- Segunda División B: 1

Barcellona Atlètic: 1981-1982 (gruppo I),